# Ричвуд (Огайо)
Ричвуд (англ. Richwood) — селище (англ. village) в США, в окрузі Юніон штату Огайо. Населення — 2222 особи (2020).

## Географія
Ричвуд розташований за координатами 40°25′39″ пн. ш. 83°17′40″ зх. д. / 40.42750° пн. ш. 83.29444° зх. д. (40.427437, -83.294377).  За даними Бюро перепису населення США в 2010 році селище мало площу 3,32 км², з яких 3,25 км² — суходіл та 0,07 км² — водойми.

## Демографія
Згідно з переписом 2010 року, у селищі мешкало 2229 осіб у 877 домогосподарствах у складі 572 родин. Густота населення становила 672 особи/км².  Було 969 помешкань (292/км²).
Расовий склад населення:
| - 98,3 % — білих - 0,4 % — чорних або афроамериканців - 0,2 % — корінних американців |

До двох чи більше рас належало 0,9 %. Частка іспаномовних становила 0,7 % від усіх жителів.
За віковим діапазоном населення розподілялося таким чином: 29,6 % — особи молодші 18 років, 57,7 % — особи у віці 18—64 років, 12,7 % — особи у віці 65 років та старші. Медіана віку мешканця становила 34,2 року. На 100 осіб жіночої статі у селищі припадало 90,2 чоловіків;  на 100 жінок у віці від 18 років та старших — 87,5 чоловіків також старших 18 років.
Середній дохід на одне домашнє господарство  становив 47 667 доларів США (медіана — 38 243), а середній дохід на одну сім'ю — 53 230 доларів (медіана — 43 750). За межею бідності перебувало 20,9 % осіб, у тому числі 29,0 % дітей у віці до 18 років та 11,7 % осіб у віці 65 років та старших.
Цивільне працевлаштоване населення становило 978 осіб. Основні галузі зайнятості: виробництво — 26,3 %, освіта, охорона здоров'я та соціальна допомога — 17,2 %, роздрібна торгівля — 14,2 %.